# Чуйковка
Чуйковка (укр. Чуйківка) — село, Чуйковский сельский совет, Шостинский район, Сумская область, Украина. Ранее входило в состав Ямпольского района.
Население по переписи 2001 года составляло 894 человека.
Является административным центром Чуйковского сельского совета, в который, кроме того, входят сёла Бугор, Никитское и Объединенное.

## Географическое положение
Село Чуйковка находится в 1,5 км от правого берега реки Ивотка,
ниже по течению на расстоянии в 0,5 км расположено село Бугор, в 1-м км — город Дружба.
По селу протекает пересыхающий ручей с запрудой. К селу примыкают большие лесные массивы (сосна, дуб).

## История
- Село Чуйковка основано в XVIII веке
- В XIX веке село Чуйковка было в составе Марчихино-Будинской волости Глуховского уезда Черниговской губернии. В селе была Преображенская и Успенская церковь[2].
- В 1943 году у села совершил свой подвиг пионер Костя Янин.

## Экономика
- Молочно-товарная ферма.
- «Заря», ООО.
- КСП «им. Ватутина».

## Объекты социальной сферы
- Фельдшерско-акушерский пункт.